# Camillo Togni
Camillo Togni (* 18. Oktober 1922 in Gussago; † 28. November 1993 in Brescia) war ein italienischer Komponist, Musikpädagoge und Pianist.

## Leben und Wirken
Togni studierte an der Universität von Pavia Philosophie und zugleich Klavier bei Giovanni Anfossi und Arturo Benedetti Michelangeli und Komposition bei Franco Margola und Alfredo Casella. Zwischen 1950 und 1955 nahm er an den Darmstädter Ferienkursen teil. Er befasste sich mit den Werken von Jean-Paul Sartre, Charles d’Orléans, T. S. Eliot und Georg Trakl, auf dessen Texten Kammermusikwerke wie Helian und Gesang zur Nacht und die Opern Blaubart und Barrabas beruhen.
Mit dem Rondeaux per dieci für Sopran und neun Instrumente gewann Togni 1965 den Kammermusikpreis der Società Italiana di Musica Contemporanea (SIMC). Von 1978 bis 1988 unterrichtete er am Konservatorium von Parma, danach gab er Kurse an der Musikschule von Fiesole. Tognis Nachlass wird in der Fondazione Giorgio Cini verwahrt.

## Werke
- Otto pezzi per sette strumenti, 1941
- Serenata für Klavier, 1942
- Helian, Zyklus von fünf Liedern für Sopran und Kammerensemble, 1955
- Tre capricci, 1957
- Gesang zur Nacht für Altstimme und Instrumente, 1962
- Rondeaux per 10, 1964
- Tre pezzi per corno e orchestra, 1972
- Für Herbert für zwei Geigen, Bratsche und Cembalo, 1976
- Blaubart, Oper, 1977
- Trio d'archi, 1978
- Permaila für Flöte und Klavier, 1982
- Barrabas, Oper, 1985
- Quinto Capriccio für Klavier, 1987
- Sesto Capriccio für Klavier, 1991
- Klavierkonzert (Fragment), 1989–91, 2003–05 komplettiert von Paulo de Assis[2]